# Hardy (Iowa)
Hardy es una ciudad ubicada en el condado de Humboldt en el estado estadounidense de Iowa. En el Censo de 2010 tenía una población de 47 habitantes y una densidad poblacional de 41,15 personas por km².

## Geografía
Hardy se encuentra ubicada en las coordenadas 42°48′37″N 94°3′4″O / 42.81028, -94.05111. Según la Oficina del Censo de los Estados Unidos, Hardy tiene una superficie total de 1.14 km², de la cual 1.14 km² corresponden a tierra firme y (0%) 0 km² es agua.

## Demografía
Según el censo de 2010, había 47 personas residiendo en Hardy. La densidad de población era de 41,15 hab./km². De los 47 habitantes, Hardy estaba compuesto por el 93.62% blancos, el 0% eran afroamericanos, el 0% eran amerindios, el 0% eran asiáticos, el 0% eran isleños del Pacífico, el 0% eran de otras razas y el 6.38% pertenecían a dos o más razas. Del total de la población el 0% eran hispanos o latinos de cualquier raza.